# История Саудовской Аравии

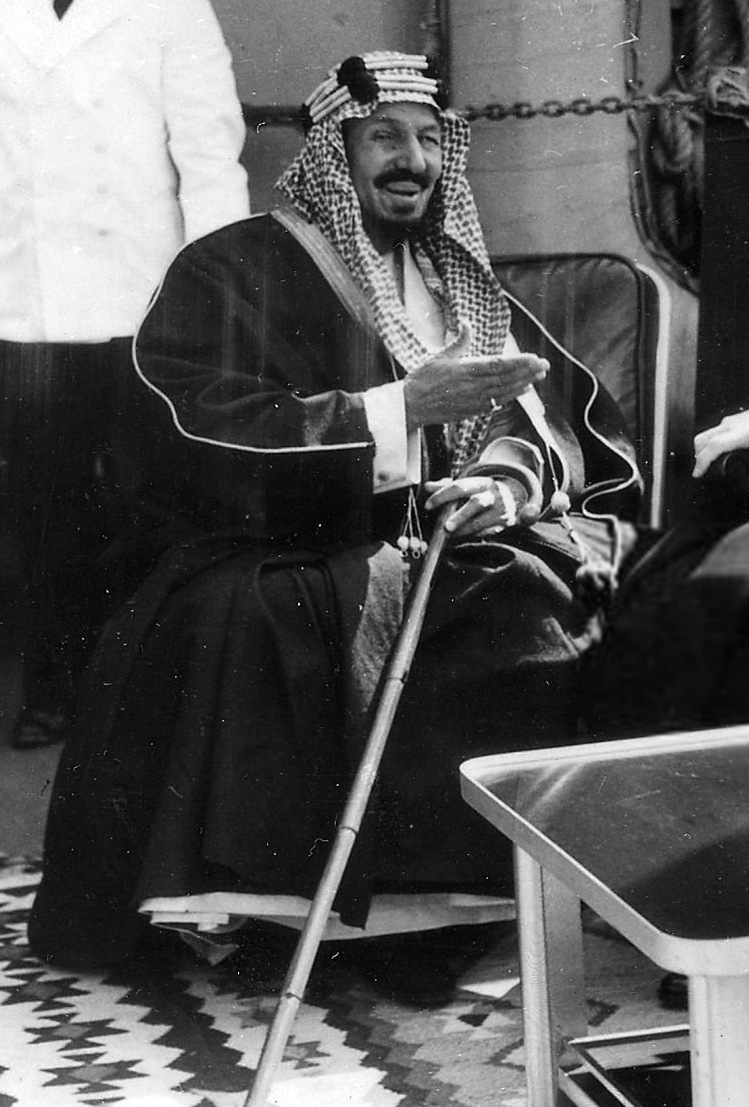
Первый король Саудовской Аравии Абдул-Азиз ибн Абдуррахман

Историческую область Аравийского полуострова, которую сегодня занимает западная Саудовская Аравия, принято обобщенно называть Хиджазом и Недждом. В начале VII века началась пророческая миссия Мухаммада в Мекке, где мекканские язычники отвергли его. По истечении 13 лет переселился в Медину (Ясриб), где проживали арабы и евреи, с последними был заключён мирный договор. Постепенно его последователями стали арабы всего полуострова.

## Домусульманская Аравия
В эпоху раннего палеолита именно Аравийский полуостров стал первым местом, откуда человечество начало шествие по планете.
В Саудовской Аравии в пустыне Нефуд рядом с высохшими ложами палеоозёр найдены 46 нижнепалеолитических археологических объектов, содержащих каменные орудия и кости животных. На стоянке Homo erectus Саффаках, находящейся в центре Саудовской Аравии, археологи нашли ок. 8 тыс. артефактов, в том числе огромное число ашельских орудий труда, изготовленных из андезита. Несколько каменных инструментов, найденных в песчаном слое почвы под дном высохшего озера в Ти-аль-Гаде (Ti's al Ghadah) в пустыне Нефуд, датируются периодом между 300 и 500 тыс. лет назад. Находки каменных орудий на стоянке Халл-Амайшан 4 (Khall Amayshan 4) и в бассейне Джубба (Jubbah basins) свидетельствуют о том, что люди здесь жили примерно 400, 300, 200, 100 и 55 тыс. лет назад.
Данные люминесцентной хронологии указывают, что 130 тысяч лет назад Аравийский полуостров был относительно жарче (эемское потепление), количество дождевых осадков было выше, благодаря чему он представлял собой покрытую растительностью и пригодную для обитания землю. В это время уровень Красного моря упал и ширина его южной части составляла всего 4 км. Это на короткое время создало для людей возможность форсирования Баб-эль-Мандебского пролива, через который они достигли Аравии и основали ряд первых стоянок на Ближнем Востоке — таких, как Джебель Файя. Ранние мигранты, спасаясь от климатических изменений в Африке, перешли через «Врата Скорби» на территорию современных Йемена и Омана и дальше через Аравийский полуостров в поисках более благоприятных климатических условий. Между Красным морем и Джебель-Файя (ОАЭ) — расстояние в 2000 км, где ныне располагается непригодная к жизни пустыня, однако около 130 тысяч лет назад, в эпоху окончания очередного ледникового периода, Красное море было достаточно мелким, чтобы пересечь его вброд или на небольшом плоту, а Аравийский полуостров представлял собой не пустыню, а покрытую зеленью местность.
Судя по отпечаткам следов людей ихновида Hominipes modernus возрастом 120 000 лет, найденных вокруг высохшего палеоозера Алатар на окраине Табука, оставившие их люди были похожи на пре-сапиенсов из группы Схул и Кафзех.
Вторая фаланга среднего пальца руки человека возрастом 90 тыс. лет была обнаружена в местонахождении Таас-эль-Гадха (Taas al-Ghadha) недалеко от оазиса Тайма или Тема на северо-западе Саудовской Аравии. Трёхмерное сканирование подтвердило анатомическое соответствие пальца из пустыни Нефуд современному человеку, а не какому-либо другому гоминину.
С концом ледникового периода в Европе климат стал более жарким и засушливым и Аравия превратилась в пустыню, плохо приспособленную для жизни человека.
На местонахождении аль-Макар (al-Maqar или al‑Magar) в мухафазе Таслис (Tathlīth) провинции Асир на поверхности обнаружены скульптуры-статуи животных (среди которых собака, страус, сокол), каменные орудия, наконечники стрел, скребки, наконечники копья. Четыре сожжённых кости неизвестного происхождения были датированы радиоуглеродным методом 7300—6640 годами до нашей эры. В аль-Макар присутствие человека подтверждается от среднего палеолита до протоисторического периода.  Фрагмент скульптуры неизвестного животного длиной 86 см Дэвид Энтони считает изображением дикого осла (Equus africanus), а не лошади.
В пещере Умм-Джирсан (Umm Jirsan Cave) на лавовом поле Харрат-Хайбар (Harrat Khaybar) найдены черепа людей возрастом 7000 лет.
В регионе Аль-Ула на вулканическом нагорье Харрат-Увайрида (местонахождение IDIHA-0001825) в монументальных гробнице, в которой погребения проводились не менее 600 лет в эпоху неолита-энеолита, нашли кости 11 человек — шести взрослых, подростка и четырёх детей. Так же там нашли 26 фрагментов костей одной домашней собаки с признаками артрита возрастом 4200 — 4000 лет до н. э. Наскальные изображения, найденные в этом регионе, указывают на то, что жители неолита использовали собак при охоте на горных козлов и других животных.

## Основание Арабского халифата

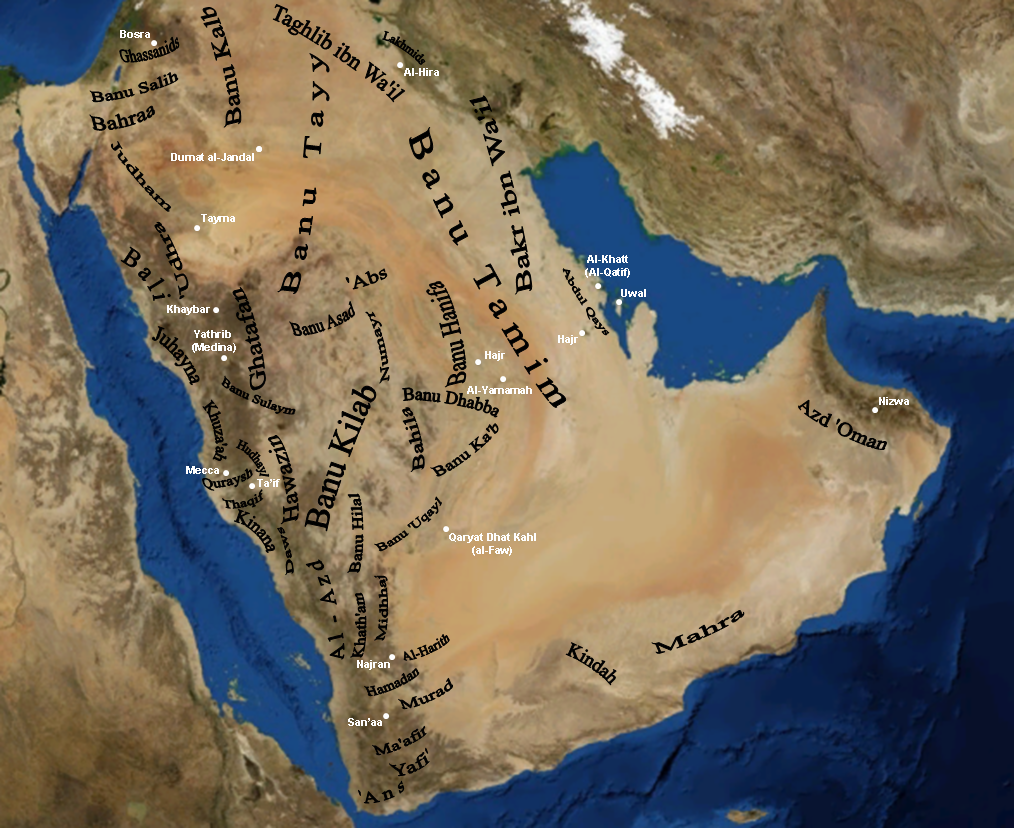
Племена Аравии во время распространения ислама (расширяемая карта)

В 632 году со столицей в Медине был основан Арабский Халифат, охвативший практически всю территорию Аравийского полуострова. В результате добровольных присоединений и завоеваний к IX веку арабское государство раскинулось на территории всего Ближнего Востока, Персии, Средней Азии, Закавказья, Северной Африки, а также Южной Европы.
В VI—VIII веках большая часть территории современной Саудовской Аравии входила в состав Омейядского халифата. Перенос столицы халифата из Медины в Дамаск в 661 году привело к тому, что Аравия стала окраинной областью этого огромного государства.
В VIII—IX веках большая часть территории современной Саудовской Аравии входила в состав Аббасидского халифата.
Впоследствии в Аравии возникло множество мелких самостоятельных государственных образований. При этом Хиджаз, сохранявший значение религиозного центра ислама, до XII века был в вассальной зависимости от Фатимидов, в XII—XIII веках — от Айюбидов, а с 1425 года — от мамлюков.

## В составе Османской империи
В XV веке в Аравии начало устанавливаться турецкое владычество. К 1574 году Османская империя во главе с султаном Селимом II окончательно завоевала Аравийский полуостров. Результатом их действий было укрепление религии ислама на всей территории Османской империи. Пользуясь слабой политической волей султана Махмуда I (1730—1754), арабы начали предпринимать первые попытки в строительстве собственной государственности. Одной из самых влиятельных на тот момент сил в Центральной Аравии был арабский род Аль Сауд.

## Первое Саудовское государство

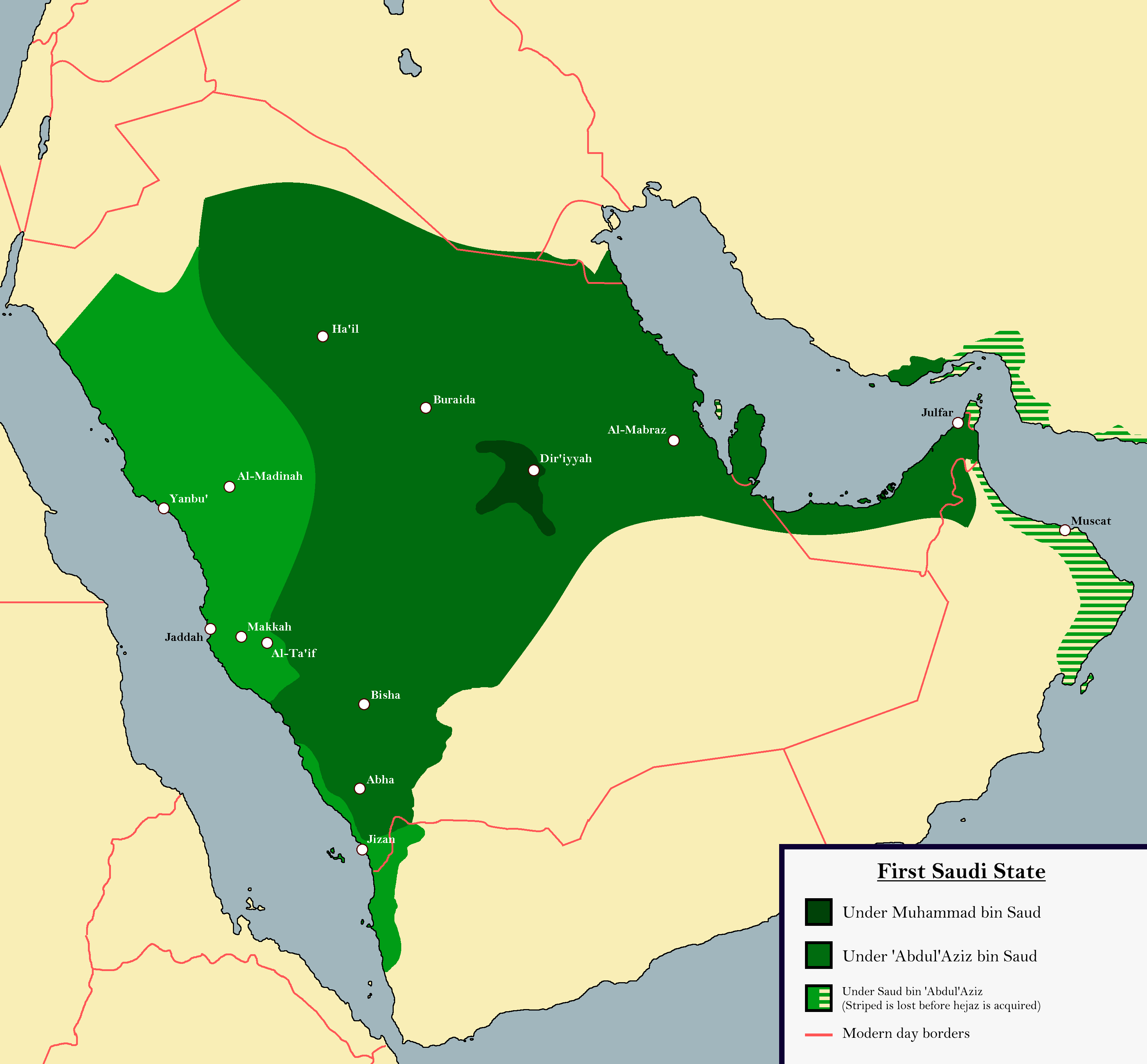
Первое Саудовское государство 1744–1818 гг.

Зарождение Саудовского государства началось в 1744 году в центральном регионе Аравийского полуострова. Местный правитель Мухаммад ибн Сауд и основатель ваххабизма Мухаммад ибн Абдуль-Ваххаб объединились против Османской империи с целью создания единого мощного государства. Этот союз, заключённый в XVIII веке, положил начало правящей по сей день династии Саудов. Через некоторое время молодое государство подверглось давлению со стороны Османской империи, обеспокоенной усилением арабов у своих южных границ. В 1817 году османский султан отправил на Аравийский полуостров египетские войска под командованием Мухаммеда Али-паши, которые разгромили относительно слабую армию Имама Абдаллы. Таким образом, Первое Саудовское государство просуществовало 73 года.

## Второе Саудовское государство
Несмотря на победу Османской Империи, всего через 7 лет (в 1824 году) было основано Второе Саудовское государство со столицей в Эр-Рияде. Главой нового государственного образования стал Турки ибн Абдуллах ибн Мухаммад ибн Сауд, представитель боковой ветви Саудидов.
В 1834 году Турки скончался, ему наследовал бежавший из египетского плена сын Фейсал. Под правлением Саудидов эмират постепенно усиливался, подавляя восстания племён и заставляя соседние государственные образования платить ему дань.
Обеспокоенные усилением эмирата египтяне в 1838 году осуществили новую экспедицию в Центральную и Восточную Аравию.  После непродолжительного единоличного управления покорённой Аравией командовавший египетскими войсками Хуршид-паша поставил во главе эмирата лояльного египтянам члена дома Саудидов эмира Халида. В 1840 году египтяне ушли из Аравии.
В 1840 году египтяне, вероятно с умыслом доставить осложнения Османской империи, освободили из плена эмира Фейсала ибн Турки, который после ожесточённой борьбы утвердился в 1843 году в столице эмирата. Признав себя вассалом османского султана, эмир приступил к очередному покорению Центральной и Восточной Аравии. Джебель-Шаммар охотно признал сюзеренитет Фейсала, сохранив своё самоуправление и направив собственную экспансию в сторону Северной Аравии.
К концу жизни Фейсал разделил управление эмиратом между тремя сыновьями — Абдаллахом, Саудом и Мухаммедом, которые создали для себя опору в населявших их уделы племенах. После смерти эмира Фейсала в 1865 году и прихода к власти Абдаллаха ибн Фейсала началась междоусобная борьба между Абдаллахом и Саудом, в которую оказались втянуты почти все государственные образования Восточной Аравии, Османская империя и Великобритания. Абдаллах обратился за помощью к вали Багдада Мидхат-паше, что послужило официальным предлогом для османской оккупации Эль-Хасы в 1871 году.
В 1880-х годах в борьбу за власть в Аравии вмешались правившие в Джебель-Шаммаре Рашидиды, которые к 1890-м годам стали бесспорными повелителями Центральной Аравии.

## Создание Королевства Саудовская Аравия

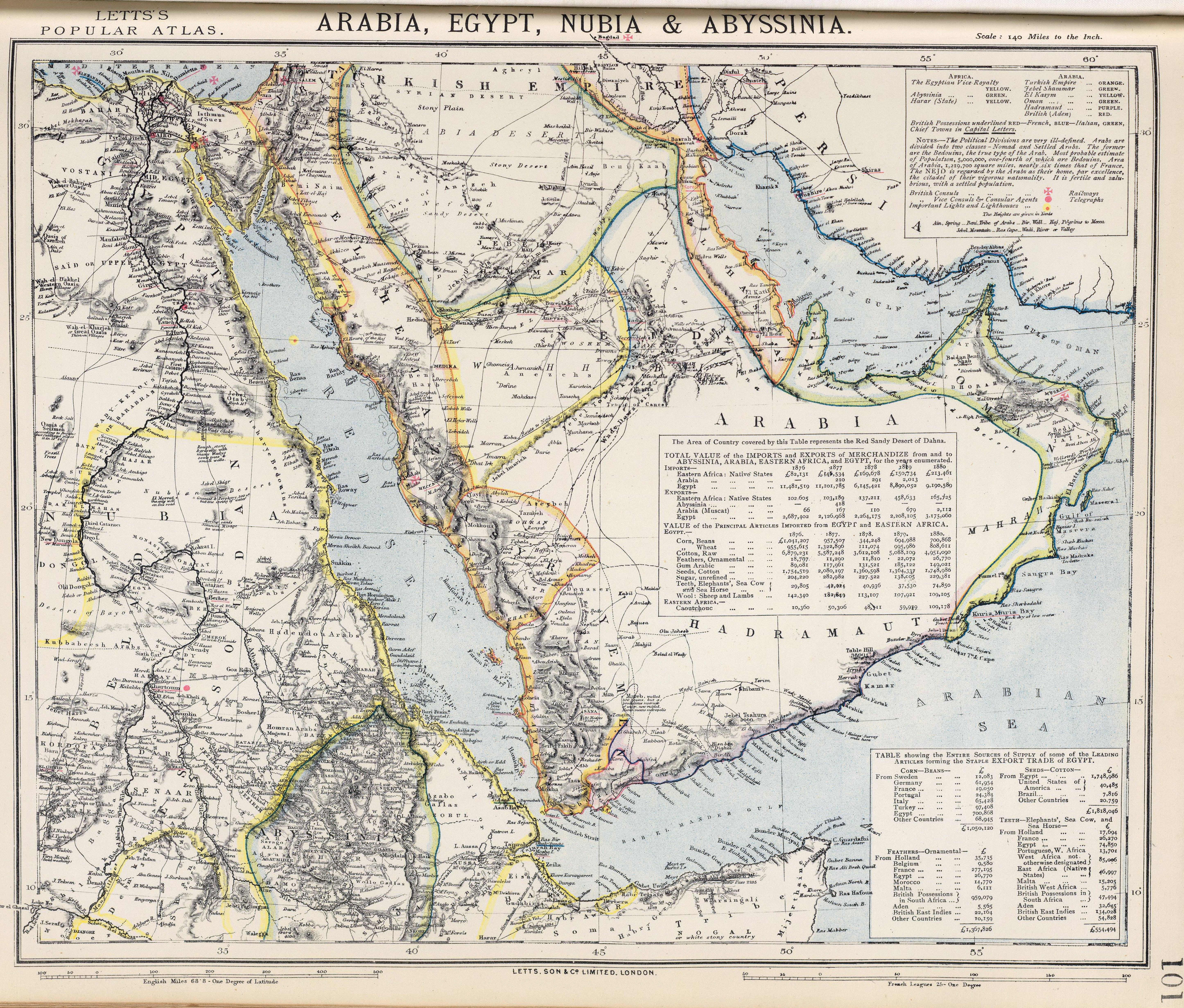
Карта атласа 1883 года

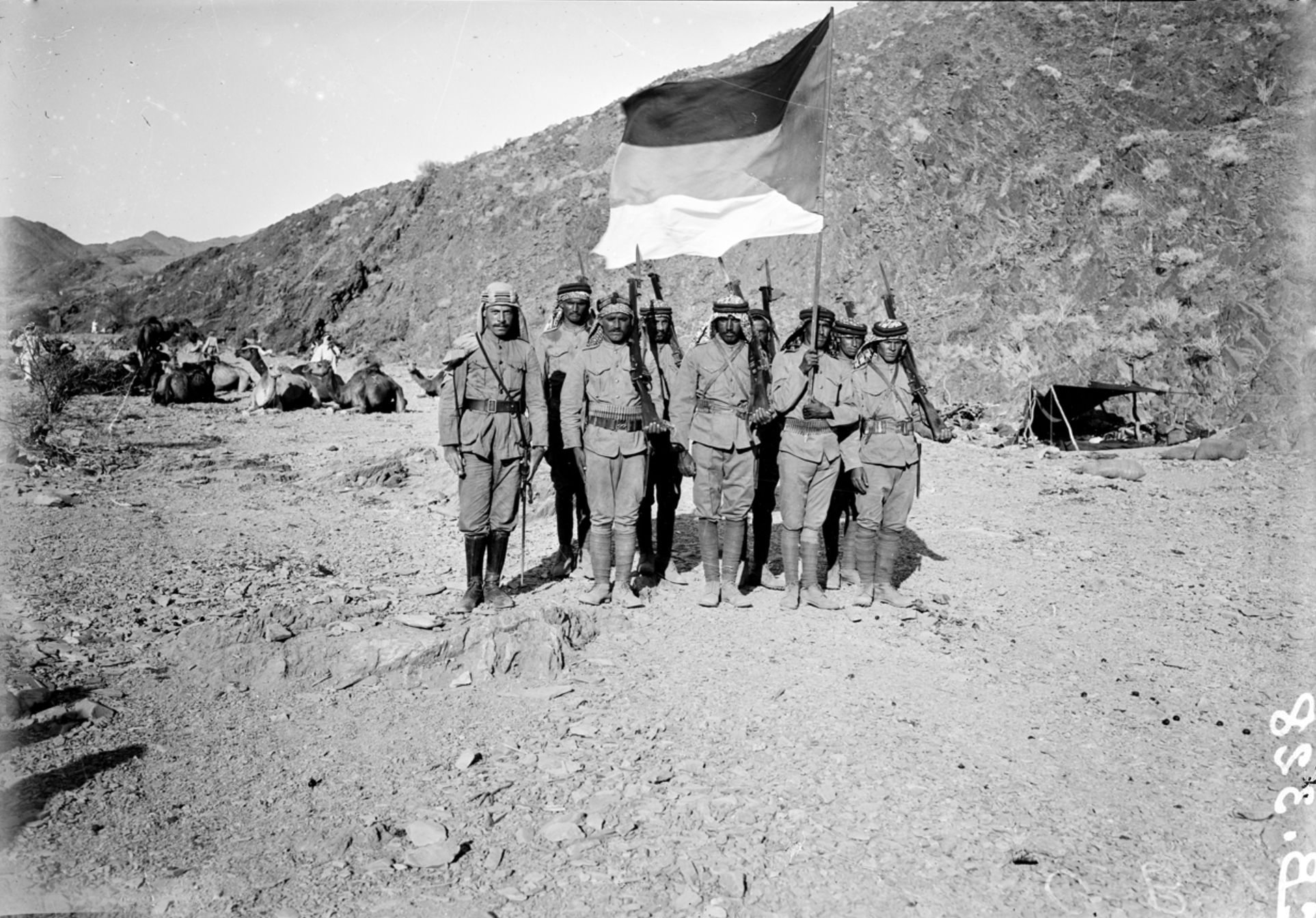
Солдаты арабской армии во время арабского восстания 1916–1918 годов несут флаг Арабского восстания и изображены в Аравийской пустыне.

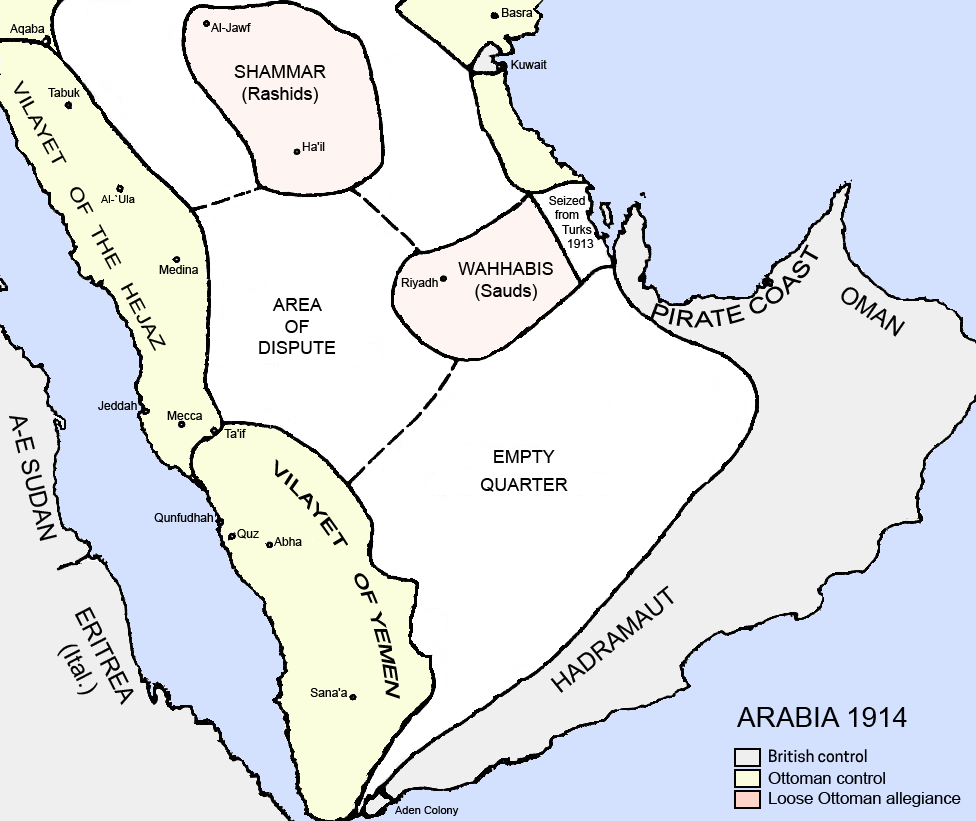
Аравийский полуостров в 1914 году

После распада Второго Саудовского государства на родине саудитов Неджде росло влияние эмирата Джебель-Шаммара, которым правил клан Аль Рашид. Будущий основатель саудовской аравийской империи Абдул-Азиз ибн Абдуррахман Аль Сауд из семьи Саудов находился в изгнании в Кувейте с 1893 года. В 1902 году 22-летний Абд аль-Азиз начал свои многочисленные войны с захвата Эр-Рияда, расправившись с губернатором Рашиди и его семьёй. В 1904 году Рашиди обратились за помощью к Османской империи. Те ввели свои войска, но на сей раз потерпели поражение и удалились.
В 1903-07 годах Абд аль-Азиз воевал с эмиратом Джебель-Шаммар (Хаиль), во главе с домом Рашидидов. Эмират был поддержан 8 батальонами пехоты Османской империи, но в итоге принадлежавшие ему земли Касима вошли в состав эмирата Неджд и Хаса.
В 1912 году Абд аль-Азиз захватил весь Неджд. Стремясь добиться лояльности крупнейших племен, Ибн-Сауд, по совету религиозных учителей, приступил к переводу их на оседлость. С этой целью в 1912 году было основано военно-религиозное братство ихванов (араб. «братья»). Все бедуинские племена и оазисы, которые отказались включиться в ихванское движение и признать Ибн Сауда своим эмиром и имамом, стали рассматриваться как враги Неджда.
Во время Первой мировой войны в июне 1916 года мекканский шериф Хусейн ибн Али аль-Хашими призвал арабское население начать восстание против турок. 2 ноября 1916 года собрание арабских эмиров провозгласило Хусейна королём арабской нации. Тогда же в Мекке было образовано арабское правительство, ключевые посты в котором занимали его сыновья.
Король Хусейн ибн Али решил объединить под своей властью Аравийский полуостров. Но он встретил противника в лице эмира Неджда Абд аль-Азиза ибн Сауда. С осени 1917 года между Хусейном ибн Али и Саудидами начались вооруженные столкновения из-за приграничных оазисов Тураба и Эль-Хурма, считавшихся воротами Хиджаза на пути из Неджда.
В мае 1919 года сын Хусейна Абдалла захватил Турабу, но через несколько дней недждийцы атаковали его отряд и наголову разбили. Саудиды готовились напасть на Хиджаз, но в июне британцы вступились за своего союзника Хусейна, потребовав от Абдул-Азиза ибн Сауда оставить Турабу и Эль-Хурму. Британские войска прибыли в Джидду, и Саудиды вынуждены были отступить.
В 1920 году, используя сильную поддержку британцев, стремящихся утвердиться на территории осколков Османской империи, Абдель Азиз окончательно разбил Рашиди.
В 1920 году ихваны вторглись на территорию Кувейта, но 10 октября 1920 года были разгромлены у Эль-Джахры и были вынуждены покинуть территорию Кувейта.
Ихваны совершали набеги на Трансиорданию в период с 1922 года по 1924 год.
В 1925 году силами Абдель Азиза ибн Сауда была захвачена Мекка и весь Хиджаз. В результате этого захвата было создано объединённое Королевство Неджд и Хиджаз.
В 1927 году племена Мутаир и Аджман восстали против власти ибн Сауда, что положило начало восстанию ихванов. Это восстание было подавлено к началу 1930 года.
Королевство Неджд и Хиджаз было признано СССР в 1926 году, Великобританией — в 1927, США — в 1931 году. После захвата саудитами Асира, Эль-Хасы и Эль-Катифа 23 сентября 1932 года королевство Неджд и Хиджаз было переименовано в Саудовскую Аравию. Абд аль-Азиз стал королём государства.

## Король Абдул-Азиз ибн Абдуррахман и его преемники

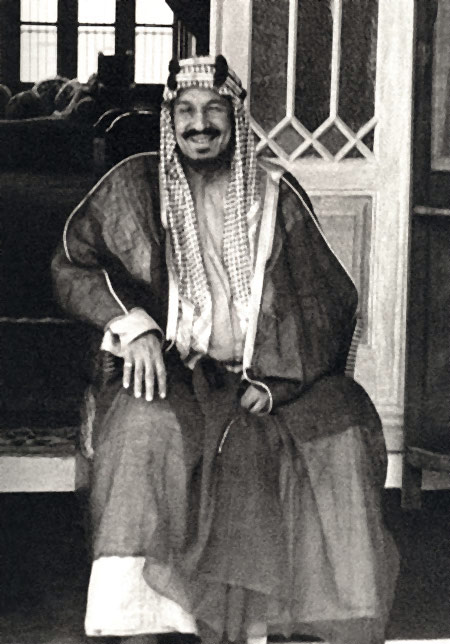
Абдул-Азиз ибн Абдуррахман, основатель Саудовской Аравии

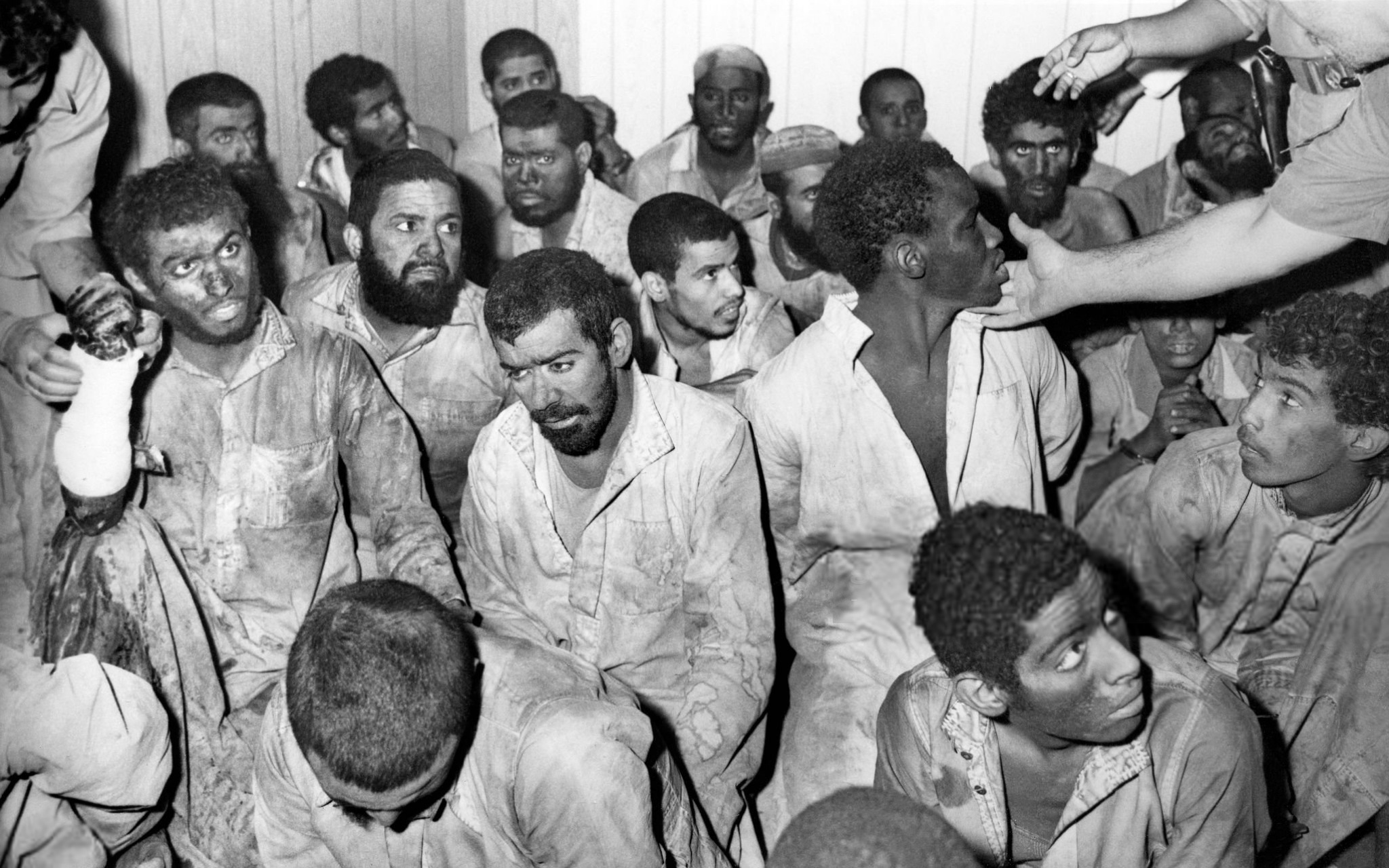
Выжившие боевики захвата Большой мечети 1979 года под стражей саудовских властей, ок. 1980 г.

В марте 1938 года в Саудовской Аравии были открыты колоссальные нефтяные месторождения. Из-за начала Второй мировой войны их разработка началась лишь в 1946 году, и к 1949 году в стране уже была хорошо налаженная нефтяная индустрия. Нефть стала источником богатства и процветания государства. При этом ежегодная добыча нефти в королевстве постоянно росла. В 1938 году было добыто 0,5 млн тонн нефти, в 1946 году — 7,8 млн тонн, в 1950 году — 25,9 млн тонн, в 1955 году — 47,5 млн тонн, в 1970 году — 176,8 млн тонн, в 1973 году — 375,5 млн тонн. При этом себестоимость нефтедобычи была намного ниже, чем в западных странах. В середине 1960-х годов она составила в королевстве менее 10 центов за баррель (в США в то же время от 1,5 долларов до 1,75 долларов за баррель).
Во второй мировой войне Саудовская Аравия длительное время соблюдала нейтралитет, впрочем, благожелательный для антигитлеровской коалиции: в 1941 году она разорвала дипломатические отношения с Германией, в 1942 году — с Италией. В 1943 году США распространили на Саудовскую Аравию действие закона о ленд-лизе. В феврале 1945 года королевство объявило войну Германии, но в боевых действиях её войска не участвовали.
Первый король Саудовской Аравии вёл достаточно изоляционистскую политику. При нём страна так и не стала членом Лиги Наций. До своей смерти в 1953 году он покидал страну лишь 3 раза. Тем не менее, в 1945 году Саудовская Аравия была в числе основателей ООН и Лиги арабских государств.
Преемником Абдул-Азиза ибн Абдуррахмана стал его сын Сауд. Его непродуманная внутренняя политика привела к тому, что в стране произошёл государственный переворот, Сауд бежал в Европу, власть перешла в руки его брата Фейсала. Фейсал внёс огромный вклад в развитие страны. При нём многократно возрос объём нефтедобычи, что позволило провести ряд социальных реформ в стране и создать современную инфраструктуру.
На примере Саудовской Аравии Джеймс Э. Акинс (директор Управления топлива и энергетики Государственного департамента) подметил, что для традиционного племенного государства, находящегося на пороге модернизации 20-го века, многомиллиардные доходы от нефти вызвали беспрецедентную трансформацию общества и государства. «Никогда прежде столь слабая по своей природе нация не имела такого могущества, как в финансовом, так и в политическом плане…», – сказал Джеймс Э. Акинс.
В 1973 году, сняв саудовскую нефть со всех торговых площадок, Фейсал спровоцировал на Западе энергетический кризис. Его радикализм находил понимание не среди всех, и 2 года спустя Фейсал был застрелен собственным племянником. После его смерти, при короле Халиде внешняя политика Саудовской Аравии стала более умеренной.
После смерти Халида в 1982 году трон унаследовал его брат Фахд. Во время его правления был построен комплекс нефтехимических предприятий в Джубайле и Янбу, созданы современные сети морских портов, шоссейных дорог и аэропортов. В 1992 году были приняты четыре важнейших закона: Основной закон правления (фактически Конституция), Закон о Консультативном совете, Закон об управлении провинциями и Закон о Совете министров. Был создан Консультативный совет члены которого назначаются королем из числа «людей науки или других требующих специальных знаний профессий». Закон об управлении провинциями устанавливал, что в состав «Совета провинции» вводится «не менее десяти жителей» (ученых, бизнесменов и т.п.).
В 2005—2015 годах управлял король — Абдалла, а после него и в настоящее время управляет король — Салман, который является одним из младших сыновей Абдул-Азиза.
В первое десятилетие XXI века были расширены состав и полномочия Консультативного совета, активизировались общественные (деловые, женские, культурные, студенческие) организации, в 2003 году был создан Центр национального диалога (диалога власти и общества), были проведены свободные выборы в местные органы власти. Однако основным субъектом в политической жизни страны остается правящая семья Аль Сауд (в которой имеются различные группы и кланы), проводятся лишь те реформы, которые не составляют реальную угрозу господству семьи Аль Сауд. События «арабской весны» 2011 года, включавшие протесты шиитского меньшинства Саудовской Аравии, привели к усилению жесткости режима: был усилен контроль над многочисленными иностранными работниками, а также за шиитским меньшинством. Правительство Бахрейна, также столкнувшееся с протестным движением 2011 года в своей стране, для стабилизации ситуации запросило помощи у сил «Щита полуострова», военной структуры ССАГПЗ. 1000 саудовских военнослужащих по мосту короля Фахда прибыли в Бахрейн и приняли участие в подавлении протестов. С конца 2014 года саудовская армия участвовала в интервенции против хуситов в Йемене, которая активизировалась в марте 2015 года. Осуществленная вооруженными силами Саудовской Аравии блокада Йемена послужила одной из причин гуманитарной катастрофы в этой стране: поступление импортной продукции и иностранной помощи, критически важной для Йемена, резко сократилось. По данным ООН 2021 года, около 60% из 377 000 жертв войны в Йемене погибли  от голода и болезней.
В ноябре 2017 года были арестованы десятков саудовских министров, предпринимателей и членов королевской семьи, которых обвинили в коррупции. Когда они согласились передать государству десятки миллиардов долларов, то их освободили. В октябре 2018 года в саудовском консульстве в Стамбуле  был убит саудовский журналист Джамаль Хашогги, который выступал в американских СМИ с критическими статьями о властях Саудовской Аравии. В марте 2020 года были арестованы члены королевской семьи: брат и племянник короля Салмана — Ахмед бин Абдулазиз и Мухаммед бин Найеф бин Абдулазиз. Поводом для этого, как сообщается, стало дело о государственной измене, контакты с властями других стран, в том числе США, с целью государственного переворота.
В 2010-х годах женщины в Саудовской Аравии получили ряд важных прав. Так, в 2011 году король Абдалла впервые предоставил женщинам право голосовать на местных выборах 2015 года, а также право быть избранными в законосовещательный орган страны Консультативный совет. 26 сентября 2017 года король Салман подписал указ, разрешающий женщинам Саудовской Аравии водить автомобиль. 24 июня следующего года указ вступил в силу. В октябре 2017 года саудовские женщины впервые смогли посещать спортивные стадионы без риска быть задержанными. В августе 2019 года женщины получили возможность заключать и расторгать браки, получать документы и выезжать за границу без разрешения мужчины-опекуна. Несмотря на улучшение правового положения женщин в стране, параллельно в 2010-х происходили аресты и пытки ряда активисток движения за права женщин. Так, в 2018 году одна из активисток Люджейн аль-Хазлюль была похищена в ОАЭ и переправлена в Саудовскую Аравию. На протяжении своего задержания в 2018-2020 годах она подвергалась пыткам и не имела возможности встретиться со своим адвокатом. В декабре 2020 года аль-Хазлюль была приговорена к пяти годам и восьми месяцам тюрьмы, однако уже в феврале 2021 была отпущена с пятилетним запретом на выезд из страны.

## Галерея

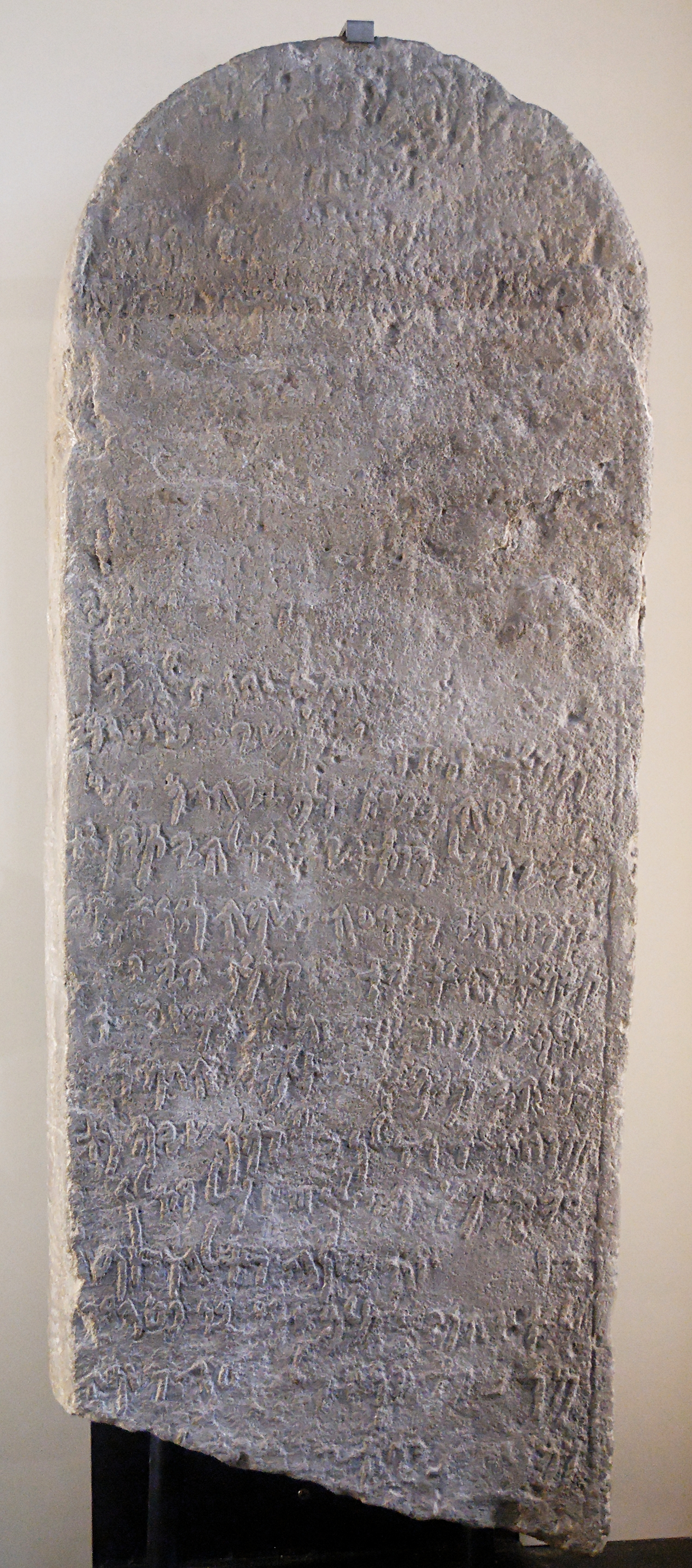
Арамейская надпись из Таймы (6 век до н. э.)
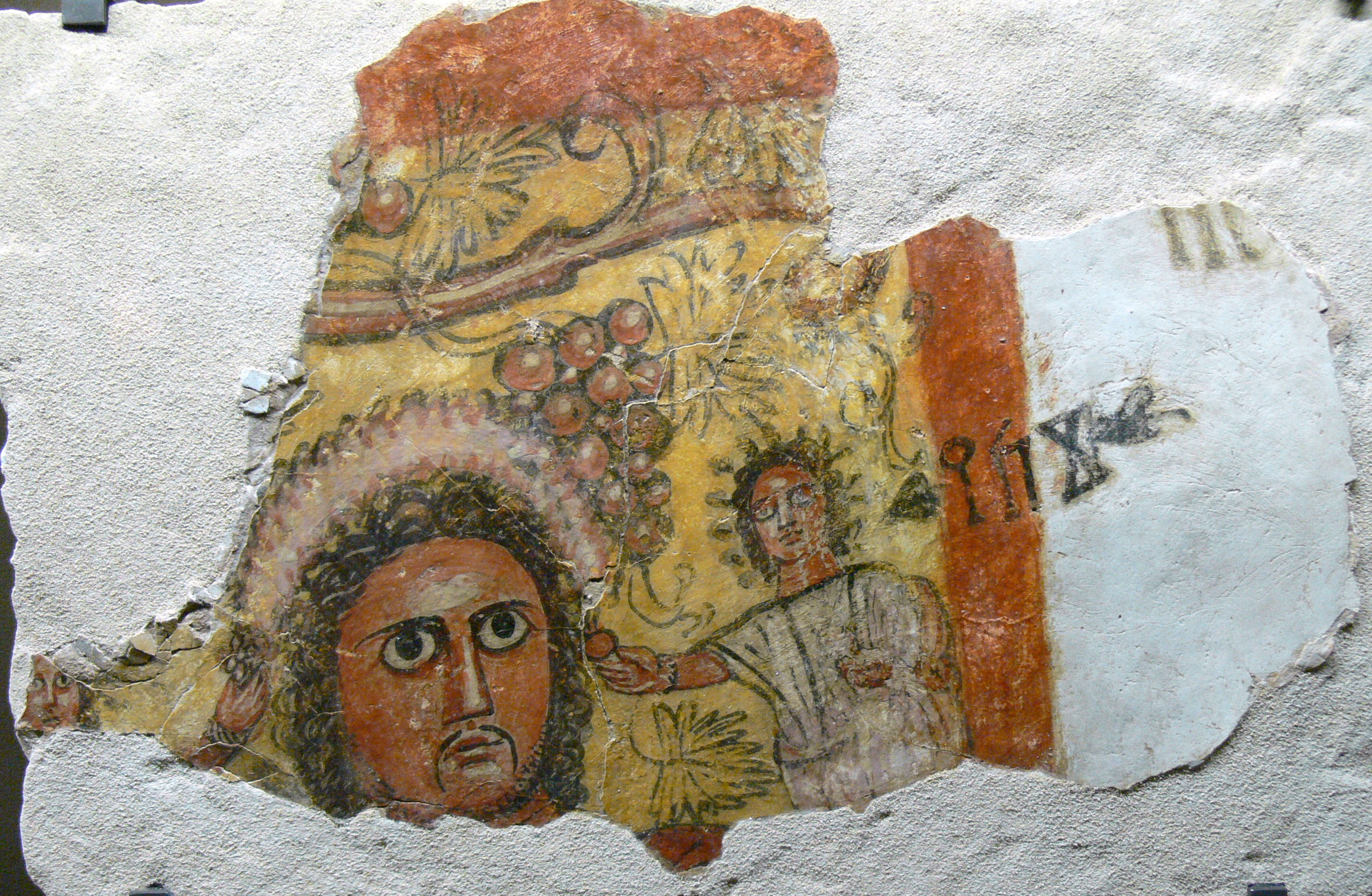
Музей Пергама (Берлин). Выставка «Дороги Аравии». Фрагмент настенной росписи с мужской головой и надписью древне-южно-аравийского происхождения, вероятно, банкетная сцена (1-й/2-й век н. э.), чёрная, красная и жёлтая краска на белой штукатурке, 53x36 см, из Карьят-аль-Фау[англ.] (Национальный музей, Эр-Рияд).
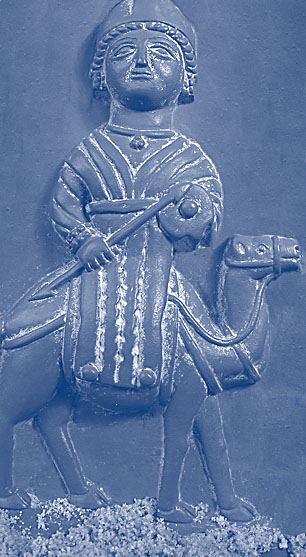
Аллат, барельеф из Таифа, Саудовская Аравия, около 100 г. н. э.
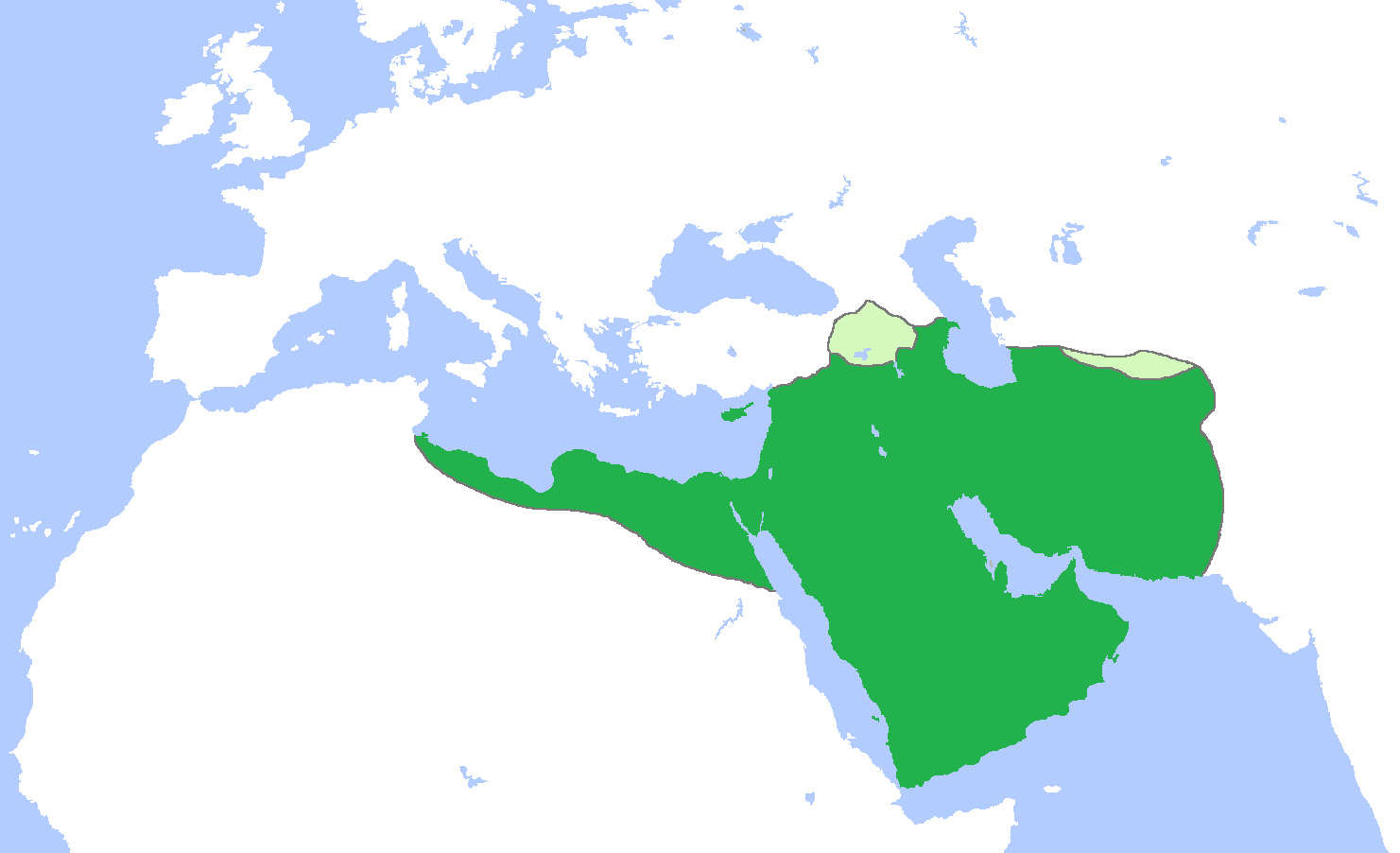
Карта Праведного халифата (темно-зелёный) с вассальными государствами (светло-зелёный), около 654 г.
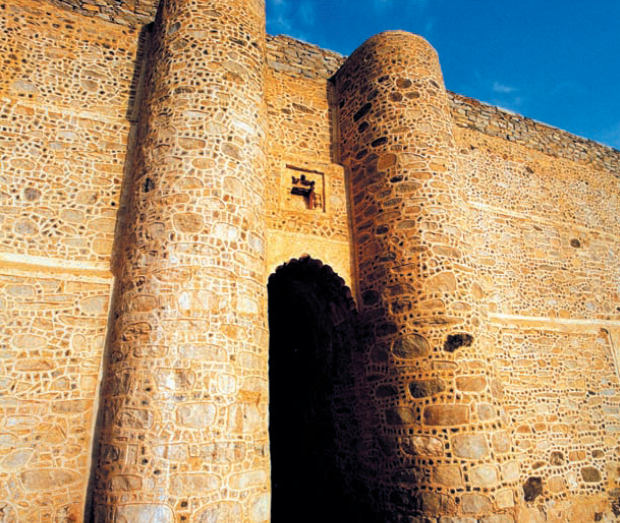
Дорога Зубейды[араб.] — путь паломников из Эль-Куфы в Мекку, построенный во времена правления Харун ар-Рашида по просьбе Зубайды бинт Джафар и восстановленный в 979 году хиджры (1571 и 1572 гг. по григорианскому календарю) во времена правления Сулеймана I.
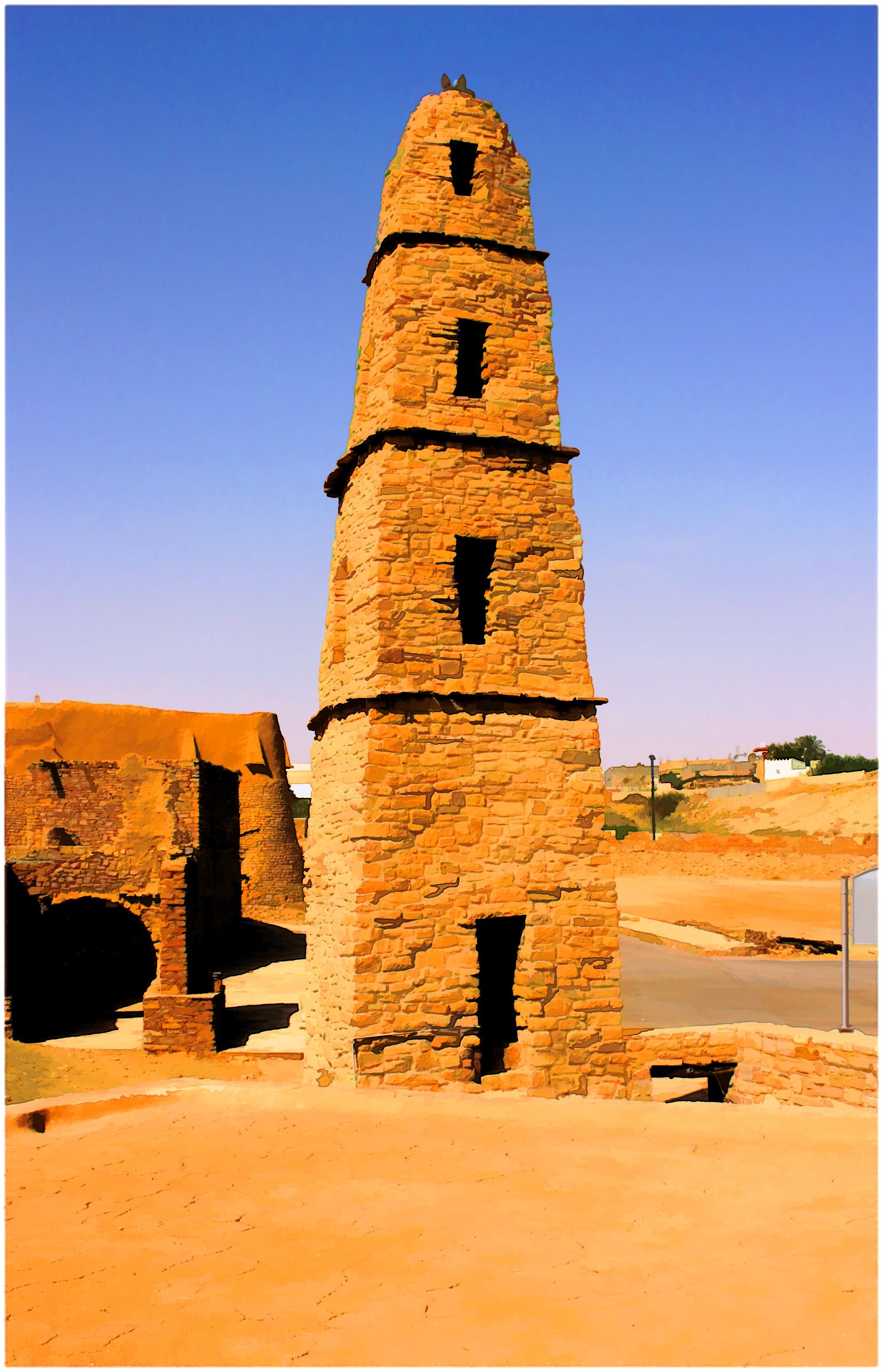
Мечеть Омара ибн аль-Хаттаба[араб.] находится в городе Думат аль-Джандал[англ.], Саудовская Аравия. Построена в 634–644 гг., перестроена в 1793–1794 гг.
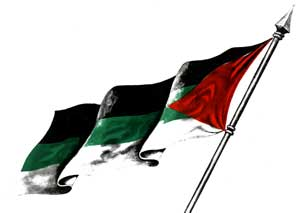
Флаг панарабизма.
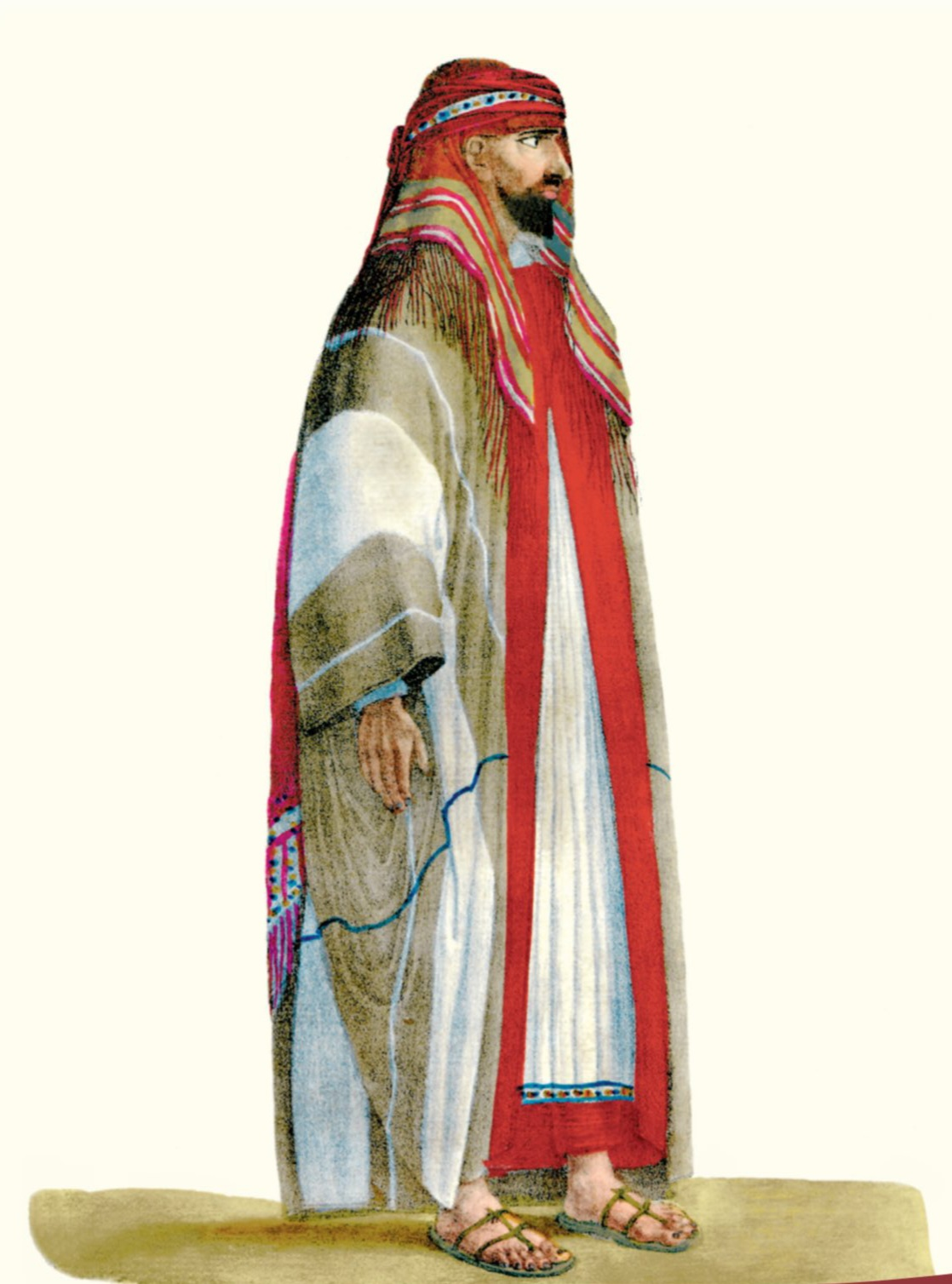
Рисунок, изображающий последнего правителя первого саудовского государства Абдуллаха ибн Сауда.
Флаг первого саудовского государства